# Sicilia amore mio!
Sicilia amore mio! è il primo album in studio del cantautore italiano Tony Cucchiara, pubblicato in Italia nel 1960. Venne pubblicato anche negli Stati Uniti nel 1973.

## Tracce
Testi e musiche di Tony Cucchiara.
1. L'amuri
2. 'ntintiri 'ntontari
3. Sciatu
4. Canto della vallata
5. La me vuoi
6. Lu paisi me
7. Vitti 'na carrozza
8. È difficile
9. Picciutteddi
10. L'Occhi to
11. Vaiu nni l'America
12. Nenia